# Evergreen, Louisiana
Evergreen är en kommun (town) i Avoyelles Parish i Louisiana. Vid 2010 års folkräkning hade Evergreen 310 invånare.